# 강릉 대공산성
강릉 대공산성(江陵 大公山城)은 대한민국 강원특별자치도 강릉시 성산면에 있는 산성이다. 1979년 5월 30일 강원특별자치도의 기념물 제28호로 지정되었다.

## 개요
강원도 강릉시 성산면 보광리 대공산 봉우리에 있는 산성으로, 둘레는 약 4km이다.
기록에 의하면 이 산은 보현산이라 하고 산성은 보현산성으로 불리며, 둘레가 1707척이라고 하였다. 대관령과 연결된 산맥에 자연적인 산세를 이용하여 쌓은 산성으로, 소금강에 있는 금강산성과도 연결되어 있다.
북쪽의 성벽은 험준한 절벽을 이용해 쌓았는데 거의 붕괴되었고, 지금은 남쪽 방면으로 높이 2m 정도의 성벽이 남아 있다. 남쪽의 성벽은 다듬지 않은 돌을 이용하여 쌓았으며, 동·서·북쪽에는 성문터가 남아 있다.
성 안에는 약 1000여년 전에 쌓았다는 우물터가 아직도 있는데, 전설에 의하면 백제의 시조 온조왕이 이곳에 도읍을 정하고 군사를 훈련시키기 위해 쌓았다고 한다. 또 다른 전설로는 발해의 왕족인 대씨(大氏)가 쌓았다고 한다.
조선 고종 32년(1895) 이른바 을미의병 때에 민용호가 이끄는 의병이 이곳을 중심으로 일본군과 치열한 전투를 벌였던 곳이기도 하다.

## 참고 자료
- 강릉대공산성 - 국가유산청 국가유산포털